# Peter Hoch (Musiker)
Peter Hoch (* 1937 in Pirmasens) ist ein deutscher Musikpädagoge und Komponist.

## Leben
Nach seinem Musiklehrerexamen studierte Hoch Komposition an der Badischen Hochschule für Musik in Karlsruhe und an der Staatlichen Hochschule für Musik in Saarbrücken, wo er eine Meisterklasse für Komposition bei Heinrich Konietzny absolvierte. Darauf folgten von 1964 bis 1968 Studien bei Henri Pousseur und Karlheinz Stockhausen in Köln. Nach dem Studium war er zunächst freischaffender Musiklehrer und Komponist, später Fachlehrer für Musik im rheinland-pfälzischen Volksschuldienst und Instrumentallehrer am Gymnasium. 
Von 1974 bis 2001 war Peter Hoch Dozent und stellvertretender Direktor der Bundesakademie für musikalische Jugendbildung in Trossingen mit Schwerpunkt in der Musiklehrer-Fortbildung und der Vermittlung Neuer Musik. Seine musikpädagogische Tätigkeit hatte Einfluss auf sein kompositorisches Schaffen; es entstanden zahlreiche Kompositionen für Amateurensembles und Jugendliche (etwa für Jugend musiziert). Neben seiner kompositorischen Tätigkeit beschäftigt sich Hoch auch intensiv mit Malerei und Lyrik. 
Von 2011 bis 2015 war Hoch Vorsitzender des Kunstvereins e. V. Trossingen. Er lebt als freischaffender Komponist in Trossingen.

## Werke
- Ja, tut man das? Neue Kinderlieder zum Singen und Spielen. Kinderchor, verschiedene Instrumente. Verlag Merseburger, Kassel
- Parabeln. Für Gitarre. Schott, Mainz (= Gitarren-Archiv. Band 469).